# Agelas citrina
Agelas citrina är en svampdjursart som beskrevs av Gotera och Pedro M. Alcolado 1987. Agelas citrina ingår i släktet Agelas och familjen Agelasidae.
Artens utbredningsområde är Kuba. Inga underarter finns listade i Catalogue of Life.